# Chilaphrodesmus clarus
Chilaphrodesmus clarus är en mångfotingart som först beskrevs av Chamberlin 1950.  Chilaphrodesmus clarus ingår i släktet Chilaphrodesmus och familjen Fuhrmannodesmidae. Inga underarter finns listade i Catalogue of Life.